# Betula wuyiensis
Betula wuyiensis är en björkväxtart som beskrevs av J.B.Xiao. Betula wuyiensis ingår i släktet björkar, och familjen björkväxter. Inga underarter finns listade.